# Stráž (berg i Tjeckien, Södra Böhmen)
Stráž är ett berg i Tjeckien.   Det ligger i regionen Södra Böhmen, i den sydvästra delen av landet, 140 km söder om huvudstaden Prag. Toppen på Stráž är 1 308 meter över havet, eller 137 meter över den omgivande terrängen. Bredden vid basen är 2,6 km. Stráž ingår i Šumava.
Terrängen runt Stráž är kuperad västerut, men österut är den platt. Runt Stráž är det glesbefolkat, med 14 invånare per kvadratkilometer. Närmaste större samhälle är Vimperk, 17,4 km nordost om Stráž. I omgivningarna runt Stráž växer i huvudsak blandskog.